# Меріцея-Міке
Меріцея-Міке (рум. Mărițeia Mică) — село у повіті Сучава в Румунії. Входить до складу комуни Дерменешть.

## Розташування
Село знаходиться на відстані 368 км на північ від Бухареста, 15 км на північний захід від Сучави, 129 км на північний захід від Ясс.

## Історія
Давнє українське село Мерецейка на південній Буковині. За переписом 1900 року в селі було 68 будинків, проживали 325 мешканців (297 українців і 28 німців).

## Населення
За даними перепису населення 2002 року у селі проживали 227 осіб.
Національний склад населення села:
| Національність | Кількість осіб | Відсоток |
| -------------- | -------------- | -------- |
| українці       | 117            | 51,5%    |
| румуни         | 110            | 48,5%    |

Рідною мовою назвали:
| Мова       | Кількість осіб | Відсоток |
| ---------- | -------------- | -------- |
| українська | 117            | 51,5%    |
| румунська  | 110            | 48,5%    |